# ムトウユージ
ムトウ ユージ（本名：武藤 裕治（読み同じ）、1962年（昭和37年）3月27日 - ）は、日本の男性アニメーション演出家、アニメーション監督。埼玉県八潮市出身。フリー。
かつては本名やむとう ゆーじ名義で活動したこともある。

## 来歴
子供の頃から絵を描くことと映画鑑賞が好きで、アニメーション作家を志して東京デザイナー学院（現東京ネットウエイブ）に入学。卒業後、アウベックに入社。アニメーターとして活動したのち小華和ためおに師事し、1987年テレビアニメ『シティーハンター』第35話「突撃美人キャスター獠の（秘）モッコリ取材」で演出家デビュー。1989年に発売されたOVA『ミニ四ソルジャーRin!』で早くも監督デビューを果たす。
アウベック退社後はプロジェクトチーム・サラに席を置く。サラは当時シンエイ動画に間借りして活動しており、この頃の仕事が後の『クレヨンしんちゃん』に繋がる。数年後、フリーとなる。
1993年公開のアニメ映画『ぼのぼの』ではアニメーション監督として、主に原画以降の作業全般を統括した。
テレビアニメ『クレヨンしんちゃん』は当時制作デスクの和田泰に声を掛けられ、1998年から演出で参加。2004年2月オープニングアニメの絵コンテを引き受けたことがきっかけで監督を務めることになり、同年4月頃原恵一に代わって監督に就任（実質的な交代は7月）。同作の歴代監督の中では期間が最も長い。オープニングテーマ『ユルユルでDE-O!』の作詞も担当。2005年 - 2007年まで同作の劇場版の監督を務めた。
2003年から定期的に放送している「なぐられうさぎシリーズ」は『なぐられうさぎ＜泡＞だゾ』を除き全て中弘子が脚本、ムトウが演出を担当している。脚本の中はぬいぐるみの視点で「モノを大切に」という想いで執筆したが、ムトウが演出の際に大幅に脚色し完全なホラー作品として完成させたというエピソードがある。仕上がりを見せた中は相当驚いたという。なお「なぐられうさぎ」2作目以降は中もホラーを意識した脚本を執筆しており、絵コンテ・演出もムトウが担当している。
特撮ファンとしても知られ、『UG☆アルティメットガール』や『クレヨンしんちゃん』が『シン・ゴジラ』とコラボした「しんのすけ対シン・ゴジラだゾ」（2016年放送）などでは特撮作品へのオマージュを多く取り入れている。

## 参加作品

### テレビアニメ
1987年
- シティーハンター（絵コンテ、演出）※武藤裕治名義

1988年
- 美味しんぼ（演出）※むとうゆうじ名義

1989年
- ダッシュ!四駆郎（絵コンテ、演出）※武藤裕治名義

1990年
- つる姫じゃ〜っ!（演出）
- ガタピシ（作画監督、原画、絵コンテ、演出）※武藤裕治、むとうゆーじ名義

1991年
- おぼっちゃまくん（絵コンテ、演出）※武藤裕治、むとうゆーじ名義
- どろろんぱっ!（作画監督、原画、絵コンテ、演出）
- 21エモン（原画）※武藤裕治名義

1993年
- ミラクル☆ガールズ（絵コンテ、演出）※武藤裕治名義
- 剣勇伝説YAIBA（演出）※武藤裕治名義
- ジャングルの王者ターちゃん♡（絵コンテ）
- 平成イヌ物語バウ（絵コンテ・演出）※武藤裕治名義

1994年
- 中崎タツヤ スーパーギャグシアター（作画）
- 3丁目のタマ うちのタマ知りませんか?［第2期］（監督、絵コンテ）※武藤裕治名義

1995年
- まんが日本昔ばなし（作画、演出）※武藤裕治名義
- 空想科学世界ガリバーボーイ（絵コンテ、演出）※武藤裕治名義
- クマのプー太郎（監督、絵コンテ）
- 鬼神童子ZENKI（絵コンテ）※むとうゆーじ名義

1996年
- こどものおもちゃ（絵コンテ）※武藤裕治名義
- 少年サンタの大冒険!（監督、絵コンテ）
- こちら葛飾区亀有公園前派出所（絵コンテ）

1997年
- HAUNTEDじゃんくしょん（監督）
- みすて♡ないでデイジー（監督、絵コンテ）
- 忍ペンまん丸（演出）

1998年
- クレヨンしんちゃん（監督（3代目・2004年 -）、脚本、絵コンテ、演出、原画）
- ドラえもん （絵コンテ、演出）
- 万能文化猫娘（絵コンテ）
- パニポニ（チーフ演出）
- ヨシモトムチッ子物語（絵コンテ、演出）

1999年
- コレクター・ユイ（監督、絵コンテ、演出）

2000年
- コレクター・ユイ［第2期］（監督、絵コンテ、演出）

2001年
- チャンス〜トライアングルセッション〜（絵コンテ）

2002年
- 陸上防衛隊まおちゃん（絵コンテ）

2003年
- グリーングリーン（監督、絵コンテ、演出）
- スクラップド・プリンセス（絵コンテ）

2004年
- UG☆アルティメットガール（監督・原案、絵コンテ、演出）

2010年
- SHIN-MEN（監督（第6話から）、絵コンテ、演出）

2014年
- となりの関くん（監督、絵コンテ、演出、OP/ED絵コンテ・演出）

### 劇場アニメ
1993年
- ぼのぼの（アニメーション監督）※武藤裕治名義

2002年
- Piaキャロットへようこそ!! -さやかの恋物語-（監督、絵コンテ）

2005年
- クレヨンしんちゃん 伝説を呼ぶブリブリ 3分ポッキリ大進撃（監督、脚本、絵コンテ）

2006年
- クレヨンしんちゃん 伝説を呼ぶ 踊れ!アミーゴ!（監督、絵コンテ）

2007年
- クレヨンしんちゃん 嵐を呼ぶ 歌うケツだけ爆弾!（監督、絵コンテ）

### OVA
1989年
- ミニ四ソルジャーRin!（監督）※武藤裕治名義

2002年
- アーケードゲーマーふぶき（監督、絵コンテ、声の出演 - ゲームボイス）

2004年
- グリーングリーン エロリューションズ（監督）

2014年
- となりの関くん（監督）

### ゲーム
2006年
- クレヨンしんちゃん 伝説を呼ぶ オマケの都ショックガーン!（監督、脚本、キャラクターデザイン）

2007年
- デストロイ オール ヒューマンズ!（脚本、監修）
- クレヨンしんちゃんDS 嵐を呼ぶ ぬってクレヨ〜ン大作戦!（脚本）

2008年
- クレヨンしんちゃん 嵐を呼ぶ シネマランド カチンコガチンコ大活劇!（監修）

2009年
- クレヨンしんちゃん 嵐を呼ぶ ねんどろろ〜ん大変身!（脚本監修、挿入歌作詞）

2010年
- クレヨンしんちゃん おバカ大忍伝 すすめ!カスカベ忍者隊!（脚本監修・、入歌作詞）
- クレヨンしんちゃん ショックガ〜ン!伝説を呼ぶオマケ大ケツ戦!!（脚本監修、挿入歌作詞）

2011年
- クレヨンしんちゃん 宇宙DEアチョー!? 友情のおバカラテ!!（脚本監修）